# Milledgeville (Géorgie)
Pour les articles homonymes, voir Milledgeville.
La ville de Milledgeville est le siège du comté de Baldwin, dans l’État de Géorgie, aux États-Unis. Sa population s’élevait à 17 715 habitants lors du recensement de 2010, estimée à 18 614 habitants en 2018.

## Histoire
Milledgeville a été la capitale de l’État de Géorgie de 1804 à 1868, notamment pendant toute la guerre de Sécession. Elle fut remplacée par Atlanta, qui est restée la capitale de l’État.

## Démographie
| 1810  | 1820  | 1840  | 1850  | 1860  | 1870  |
| ----- | ----- | ----- | ----- | ----- | ----- |
| 1 256 | 2 069 | 2 095 | 2 216 | 2 480 | 2 750 |

| 1880  | 1890  | 1900  | 1910  | 1920  | 1930  |
| ----- | ----- | ----- | ----- | ----- | ----- |
| 3 800 | 3 322 | 4 219 | 4 385 | 4 619 | 5 534 |

| 1940  | 1950  | 1960   | 1970   | 1980   | 1990   |
| ----- | ----- | ------ | ------ | ------ | ------ |
| 6 778 | 8 835 | 11 117 | 11 601 | 12 176 | 17 727 |

| 2000   | 2010   | - | - | - | - |
| ------ | ------ | - | - | - | - |
| 18 757 | 17 715 | - | - | - | - |

## Personnalité liée à la commune
- Salaria Kea-O'Reilly (1913-1991), militante et infirmière américaine
- Julien Green (1900-1998), écrivain américain de langue française. Robert Milledge Charlton était le grand-père maternel de sa mère.